# Iglesia de la Candelaria (Algarrobo)
La Iglesia de la Candelaria es un templo católico ubicado en la ciudad de Algarrobo, Región de Valparaíso, Chile. Construida en 1837 fue declarada Monumento Histórico, mediante el Decreto Supremo n.º 79, del 25 de febrero de 1986.

## Historia
Fue construida en 1837, gracias a las gestiones del sacerdote de Lo Abarca, en una pequeña colina frente a la bahía. Luego fue ampliada para acoger la oficina parroquial, y una nave secundaria adicional.
En la segunda mitad del siglo xx se demolió la oficina parroquial, y se reconstruyó como prolongación de la nave principal. Además, se construyó un pasillo en la zona sur, con los mismos materiales originales.
El terremoto de 1985 dañó gravemente la estructura del templo.

## Descripción
De estilo colonial, presenta muros de albañilería de adobe, con vigas de roble y techumbre cubierta de tejas de arcilla. El cielo es de colihues, que se encuentran también en los pasillos que rodean al templo, soportados por pilotes de roble.
La fachada cuenta con seis columnas de madera, y cuenta con una puerta principal, y dos laterales. El suelo es de madera y sobre su altar se encuentra una imagen de la Virgen de la Candelaria.